# Takahisa Masuda
Takahisa Masuda (増田 貴久 Masuda Takahisa?,  Nerima, Tokio, 4 de julio de 1986) es un idol, cantante y actor japonés, conocido por ser miembro del grupo masculino NEWS. Entre 2006 y 2020, Masuda también fue miembro del dúo musical Tegomass junto a Yūya Tegoshi.

## Biografía

### Primeros años
Masuda nació el 4 de julio de 1986 en el barrio de Nerima, Tokio. Inicialmente no tenía ningún interés en el mundo del entretenimiento, pero envió una solicitud a Johnny & Associates por recomendación de un amigo de su hermana. El 8 de noviembre de 1998, se unió a dicha oficina mientras asistía a sexto grado de escuela primaria. Ingresó al misma tiempo que Kazuya Kamenashi, Jin Akanishi y Yūichi Nakamaru.
Durante sus días como aprendiz, Masuda actuó como bailarín para varios grupos de la agencia, tales como KAT-TUN y KinKi Kids. También participó en numerosos photoshoots de Johnny's Junior. En 2001, obtuvo el papel de un estudiante de secundaria en la sexta temporada del popular drama Kinpachi-sensei, mientras que en 2003 protagonizó la serie de drama especial Musashi. También fue miembro del grupo junior Kis-My-Ft después de la partida de Kōhei Matsumoto.

### Carrera
A finales de 2003, Masuda se convirtió en miembro del grupo NEWS, el cual fue inicialmente creado para promocionar el Campeonato Mundial Femenino de Voleibol. Cuando NEWS entró en hiatus en 2006, Masuda junto a Yūya Tegoshi formaron el dúo musical Tegomass. El dúo lanzó su primer sencillo, Miso Soup, tanto en Suecia como en Japón. El hiatus del grupo también le permitió a Masuda extender su carrera como actor al obtener varios papeles secundarios en series de dramas. Masuda también formó parte de un sketch cómico junto a Shoon Yamashita (miembro de Ya-Ya-yah) llamado Honey & Darling, en el cual interpretaba a Honey, una ama de casa con la manía de medir el amor de su esposo Darling (Yamashita) mediante preguntas, dejándole sin cenar si no lograba responderlas correctamente. El sketch era transmitido de forma regular en el programa de Ya-Ya-Yah.
A finales de 2008, Masuda y los promotores de TU→YU formaron un grupo de canto para lanzar la canción Soba ni Iru yo, que apareció en los comerciales del producto y fue lanzó a través de la red de telefonía móvil japonesa.
Masuda consiguió un papel en el drama Rescue, el cual se emitió en enero de 2009. En noviembre de ese mismo año, actuó en la obra teatral Ame no Hi no Mori no Naka, siendo este su primer papel protagónico en dicha área. Actualmente está activo tanto en NEWS como en Tegomass, y ocasionalmente diseña ropa y vestuario para su grupo. En 2016, fue el encargado de diseñar el vestuario de Hey! Say! JUMP. En la primavera de 2018, comenzó a serializar una revista de moda llamada Souen.

## Vida personal
Masuda padece de un trastorno obsesivo-compulsivo y le teme a los gérmenes, incluso ha dicho no poder sentarse en una silla sin antes limpiarla. 

## Filmografía

### Televisión
- Kowai Nichiyōbi: 2000 (2000, Nippon Television)
- Kinpachi-sensei (2001, TBS) como Kazu Nagasawa
- Musashi (2003, NHK) como Musashi (joven)
- Gekidan Engimono (2005, Fuji TV) como Kume
- Gachi Baka (2006, TBS) como Kōta Inoue
- Dance Drill (2006, Fuji TV) como Suzuki Karl Saburo
- Waraeru Koi wa Shitakunai (2006, TBS) como Santa Akai
- Honto ni Atta Kowai Hanashi (2007, Fuji TV) como Keisuke Murakami
- Rescue: Special Altitude Rescue Team (2009, TBS) como Yutaka Tezuka
- Sotsu Uta (2010, Fuji TV) como Takeshi Aoki
- Jūi Dolittle (2010, TBS)
- Kinpachi-sensei (2011, TBS) como Kazu Nagasawa
- Resident – 5-nin no Kenshui (2012, TBS) como Jun'ichi Manaka
- Kindaichi Shōnen no Jikenbo (2014, Fuji TV) como Maki Shīna
- Love Saves the Earth (2015, Fuji TV) como Teppei Sasaki
- Resident 5-nin no Kenshui (2012)
- Voice: 110 Emergency Control Room (2019)
- Pareto No Gosan (2020)
- Rental Nanmoshinai Hito (2020)
- Komi-san wa, Komyushō desu. (2021-2022)
- Kichijoji Losers (2022)
- Old Rookie (2022)
- Yugure Ni Te O Tsunagu (2023)
- Iyana Iyana Iyana Yatsu (2023)
- Gifted (2023)

### Shows de variedades
- Ya-Ya-yah (2003–2007)
- Soukon (2009–2010)
- Hen Lab (2015-2016)
- Shounen Club Premium (presente)
- Netapare (2017-presente)
- PON (2018)
- Gurunai (2020–present)

### Teatro
- MachiMasu
- Ame no Hi no Mori no Naka (2009)
- Hai iro no Kanaria (2012)
- Strange Fruits (2013)
- Only You-Bokura No Romeo&Juliet (2018)
- How To Succeed in Business Without Really Trying (2020)
- On the Twentieth Century (2024)

### Comerciales
- Tu-Yu[8]